# Mano Menezes
Luiz Antonio Venker de Menezes (rođen 11. lipnja 1962. u Passo do Sobrado, Rio Grande do Sul, Brazil), poznatiji samo kao Mano Menezes, je nogometni trener.
Nadimak mu dolazi još iz ranog djetinjstva kad ga je sestra zvala "Mano", što je popularni termin u slengu na portugalskom, a znači "brat".

## Biografija
Mano Menezes svoju nogometnu karijeru započeo je kao branič u klubu Guarani de Venancio Aires kasnih 70-tih i ranih 80-tih godina prošlog stoljeća. Odustao je od igranja kako bi postao profesor tjelesnog odgoja kojeg je započeo predavati 1986. godine, a kasnije došao i u klubove kao što su Guarani de Venancio Aires, Juventude i Internacional. 
Bio je trener Gremia od 2005. do 2007. godine što označava poprilično dugo razdoblje za treniranje nekog brazilskog kluba. 2005. godine doveo je klub u prvu ligu, a sljedeću sezonu završili su na trećem mjestu brazilske lige. 2007. godine došli su do finala Copa Libertadores. Na kraju sezone prešao je u klub Corinthians i 2008. sezonu započeo 3-0 pobjedom protiv kluba Guarani. Menezes je s Corinthiansom 2008. godine osvojio brazilsku Serie B s 25 pobjeda, 10 neodlučenih rezultata i tek 3 poraza. Sezonu su završili skupivši 85 bodova.

### 15 do Novembro
Najveći uspjeh tijekom razdoblja u kojem je trenirao klub 15 do Novembro Mano Menezes ostvario je u brazilskom kupu 2004. godine. Te je godine sa svojim klubom došao do polufinala kupa, pobijedivši na putu i četverostrukog prvaka Brazila - klub Vasco da Gama.

### Grêmio
U travnju 2005. godine Menezes je doveden u Grêmio sa zadatkom da klub vrati u prvu brazilsku ligu. On je to i ostvario, završivši na prvom mjestu brazilske druge lige. 
2006. godine odveo je Grêmio do naslova Campeonato Gaucho, pobjedom protiv Internacionala. To je bilo prvi put da je Grêmio osvojio to natjecanje još od 2001. godine. Grêmio je 2006. godine završio na trećem mjestu brazilske prve lige što im je omogućilo igranje na Copa Libertadores 2007. U 2007. godini ponovno su osvojili Campeonato Gaucho te došli do finala Copa Libertadores gdje su izgubili od Boca Juniorsa. Mano Menezes napustio je Grêmio nakon 169 utakmica s 89 pobjeda, 35 neodlučenih rezultata i 45 poraza. Posljednja utakmica u kojoj je nastupio kao trener Grêmia bila je i posljednja utakmica brazilske prve lige, 28. studenog 2007. godine protiv kluba Corinthiansa - kluba čiji će sljedeći biti trener. Upravo zbog poraza u toj utakmici, Corinthians je pao u brazilsku drugu ligu.

### Corinthians
Krajem 2007. godine Menezes je pristao biti trener Corinthiansu i izbaviti ih iz druge lige. 2008. godine Corinthians je igrao u brazilskom kupu i izgubio od Recifea. Te godine osvojili su brazilsku drugu ligu. U svibnju 2009. Menezes je s Corinthiansom postao prvak Campeonato Paulista bez ijednog poraza. 1. srpnja 2009. godine Corinthians je osvojio brazilski kup, porazivši u finalu Internacional. Ta pobjeda omogućila im je nastup na Copa Liberdatores 2010. godine.

### Brazilska nogometna reprezentacija
24. srpnja 2010. godine brazilski nogometni savez službeno je objavio da će Mano zamijeniti Dungu na mjestu izbornika njihove reprezentacije. Mano nije bio njihov izbor, ali su se ipak odlučili za njega nakon što je Fluminese odbio pustiti svog trenera Muricyja Ramalha dan ranije. Mano je relativno dobro prihvaćen na mjestu novog izbornika, iako su neki tvrdili da se njegov stil igre ne razlikuje previše od Dunginog defenzivnog načina igranja. Svoj izbornički debi za reprezentaciju ostvario je 10. kolovoza 2010. godine u 2-0 pobjedi protiv SAD-a. Za ovu utakmicu odabrao je mnoge mlade igrače kao Diego Tardelli, Andre, David Luiz i mnoge druge. Pored toga, Menezes je izabrao tek četiri igrača koji su nastupili na Svjetskom nogometnog prvenstvu u Južnoj Africi: Daniel Alves, Ramires, Thiago Silva i Robinho kao i trojicu igrača koji su otpali iz reprezentacije prije prvenstva: Alexandre Pato, Marcelo Vieira i Neymar.

## Utakmice brazilske nogometne reprezentacije s trenerom Manom Menezesom
| #    | Datum              | Mjesto                                | Protivnik      | Rezultat                   | Strijelci                             | Natjecanje            |
| 2010 | 2010               | 2010                                  | 2010           | 2010                       | 2010                                  | 2010                  |
| ---- | ------------------ | ------------------------------------- | -------------- | -------------------------- | ------------------------------------- | --------------------- |
| 1    | 10. kolovoza 2010  | New Jersey, SAD                       | SAD            | 2-0                        | Neymar i Alexandre Pato               | Prijateljska utakmica |
| 2    | 7. rujna 2010      | Sant Joan Despí, Španjolska           | FC Barcelona B | 3-0                        | Lucas, Alexandre Pato i Fernandinho   | Prijateljska utakmica |
| 3    | 7. listopada 2010  | Abu Dhabi, Ujedinjeni Arapski Emirati | Iran           | 3-0                        | Daniel Alves, Alexandre Pato i Nilmar | Prijateljska utakmica |
| 4    | 11. listopada 2010 | Derby, Engleska                       | Ukrajina       | 2-0                        | Daniel Alves i Alexandre Pato         | Prijateljska utakmica |
| 5    | 12. studenog 2010  | Doha, Katar                           | Argentina      | 0-1                        |                                       | Prijateljska utakmica |
| 6    | 9. veljače 2011    | Saint-Denis, Francuska                | Francuska      | 0-1                        |                                       | Prijateljska utakmica |
| 7    | 27. ožujka 2011    | London, Engleska                      | Škotska        | 2-0                        | Neymar (2)                            | Prijateljska utakmica |
| 8    | 4. lipnja 2011     | Goiânia, Brazil                       | Nizozemska     | 0-0                        |                                       | Prijateljska utakmica |
| 9    | 7. lipnja 2011     | São Paulo, Brazil                     | Rumunjska      | 1-0                        | Fred                                  | Prijateljska utakmica |
| 10   | 3. srpnja 2011     | La Plata, Argentina                   | Venezuela      | 0-0                        |                                       | Copa América          |
| 11   | 9. srpnja 2011     | Córdoba, Argentina                    | Paragvaj       | 2-2                        | Jadson i Fred                         | Copa América          |
| 12   | 13. srpnja 2011    | Córdoba, Argentina                    | Ekvador        | 4-2                        | Alexandre Pato (2) Neymar (2)         | Copa América          |
| 13   | 17. srpnja 2011    | La Plata, Argentina                   | Paragvaj       | 0-2 (nakon jedanaesteraca) |                                       | Copa América          |
| 14   | 10. kolovoza 2011  | Stuttgart, Njemačka                   | Njemačka       |                            |                                       | Prijateljska utakmica |